# Port-Marly, rijp
Port-Marly, rijp (Frans: Port-Marly, gelée blanche) is een schilderij uit 1872 van Alfred Sisley. Sinds 1949 maakt het deel uit van de collectie van het Museum voor Schone Kunsten in Rijsel.

## Voorstelling
Net als veel andere impressionisten was Sisley gefascineerd door winterlandschapen. Hij werkte vaak aan de oevers van de Seine bij plaatsen als Port-Marly en Bougival. In de herfst of de winter van 1872 kwamen beide voorkeuren samen op Port-Marly, rijp. Sisley schilderde de sneeuw op de oevers die nog niet door mensen betreden is. De rivier, waarop een enkele boot te zien is, weerspiegelt de pastelkleurige bomen langs de oever. De kleuren doen denken aan Impression, soleil levant, Monets beroemde schilderij dat het impressionisme zijn naam gaf. Net als Monet is Sisley niet in de eerste plaats geïnteresseerd in het nauwkeurig weergeven van de omgeving, maar in de effecten van het licht op een koude, zonnige dag.  

## Herkomst
Mogelijk was het schilderij in 1874 te zien op de eerste tentoonstelling van de impressionistische schilders. Daar was onder nummer 165 een werk opgenomen met de titel Port-Marly, winteravond (Port-Marly, soiree d'hiver). De kunstverzamelaar Maurice Masson had het schilderij in 1911 in bezit toen het op een tentoonstelling bij Bernheim in Parijs onder de huidige titel te zien was. Na zijn dood in 1947 liet Masson, die afkomstig was uit Hazebroek in de buurt van Rijsel, zijn verzameling na aan het Museum voor schone kunsten. 